# Machalilla (Ecuador)
Puerto Machalilla o Machalilla es una parroquia rural ecuatoriana perteneciente al cantón Puerto López de la provincia de Manabí, tiene una superficie de 141 km². La población era 4989 en 2010. Fue establecida el 20 de marzo de 1878 en el Cantón Jipijapa. 
En agosto de 1994, la Parroquia pasó a formar parte del recién formado cantón de Puerto López.

## Geografía
La parroquia Machalilla está ubicada en la Costa del Pacífico. El área limita con el río Salaite al norte y con el río Salango al sur. En el este se levantan las montañas de la Cordillera Costanera, algunas con alturas de más de 700 m. Machalilla está ubicado en la costa a 10,5 km al nornoreste de la cabecera cantonal de Puerto López. La carretera E15 (Manta - Santa Elena) pasa por Machalilla.
La parroquia limita al norte con la parroquia Puerto Cayo (cantón Jipijapa), al este con la parroquia Julcuy (también en el cantón Jipijapa) y al sur con la parroquia Puerto López.

## Turismo
La parroquia tiene playas de arena y es un popular destino turístico.

## Ecología
La parroquia se encuentra principalmente dentro del Parque Nacional Machalilla.